# 汁男優
汁男優（しるだんゆう）は、アダルトビデオにおける脇役AV男優の一種。アダルトビデオ作品の演出上、精液（汁）が大量に必要とされる時があり、この時に自身の精液を提供する者である。

## 概説
原則として性行為は行わず、オナニーや素股によって射精を行う。一般のAV男優よりも長い間禁欲することで何日も前からの精液を溜め込み、撮影に臨むことが多いとされる。
アダルトビデオの撮影現場を観覧したい者、汁男優からステップアップしてAV男優を目指す者、実物のAV女優と触れ合いたい者、AV女優の顔面に自身の精液をかけたい者など、様々な目的を持った者たちが日々大量の精液を提供している。採集された精液は、AV女優にぶっかけたり、子宮に注入したり、ボールやグラスに溜めたりして、様々な場面で使用される。
勤務条件は通常のAV男優よりかなり悪い。出演料は「撮影1日につき何発発射しても、一律で千円前後」が相場となっている。交通費として支給されるため、実質的に、精液はタダ同然で取引されることになる。これは企画女優の稼ぎに対して1/50～1/70、企画単体女優の稼ぎに対してわずか1/100～1/500の価値でしかない。一方で、中折れなどで射精に失敗しても、きちんと支給される。汁男優としての撮影参加であっても、性病検査（尿検査と血液検査の2つ両方）が必須で、1項目でも陽性が検出されれば出演は認められない。
アダルトビデオメーカーの要望を受け、決まった日時に頼まれた人数の汁男優を派遣する、「汁親」という汁男優専門の手配師も存在する（中村誠（マウンテン山形）赤いティッシュ、金子由紀夫、上村正博、越井貴行、三浦屋助六（三浦茂）、宮口尚久、ムールかいせ（高瀬伸一）、吉田浩章など）。

## 活躍場面
アダルトビデオでは「ぶっかけ」「ザーメン」「ごっくん」などの「大量の精液」がからむジャンルが確立されている。このような場面において、汁男優は重要な存在になっている。

### 汁男優を主体にした作品
ソフト・オン・デマンド調査隊　父（汁男優）娘（AV女優）はセックス出来るのか!?(2007年12月20日)
汁男優の処遇、仕事、ギャラなどについて取り上げられている。